# Wangechi Mutu
Wangechi Mutu (* 1972 in Nairobi, Kenia) ist eine kenianische Künstlerin. Mutu ist vor allem bekannt für ihre Collagen von Frauengestalten und Gesichtern auf Kunststofffolie sowie in den letzten Jahren zudem für Rauminstallationen. Sie lebt und arbeitet in New York.

## Leben
Von 1989 bis 1991 besuchte Wangechi Mutu das United World College of the Atlantic in Wales. Danach ging sie nach New York City und absolvierte dort ihr Kunststudium an der Cooper Union, wo sie 1996 ihren Bachelor of Fine Arts absolvierte. Danach ging sie an die Yale University und schloss dort ihr Studium im Jahr 2000 mit dem Master of Fine Arts ab.
1997 stellte Wangechi Mutu ihre Arbeiten in der Ausstellung Life’s Little Necessities auf der Biennale in Johannesburg, Südafrika vor, im gleichen Jahr waren sie Teil der Ausstellung The Castle in Kapstadt. In den Folgejahren nahm sie an zahlreichen Gruppenausstellungen in den Vereinigten Staaten sowie in anderen Ländern teil.
2005 hatte Mutu ihre ersten beiden Einzelausstellungen in Kunstmuseen: das Pérez Art Museum Miami zeigte unter dem Titel Amazing Grace eine Installation, die sich thematisch mit dem atlantischen Sklavenhandel und – allgemeiner – entwurzelten Menschen und ihrer Geschichte in Florida befasst. Das San Francisco Museum of Modern Art zeigte im selben Jahr neuere Arbeiten auf Papier und eine site-specific installation.
Im Jahr 2010 wurde Wangechi Mutu von der Deutschen Bank als Künstlerin des Jahres 2010 ausgezeichnet und mit einer Einzelausstellung in der Deutschen Guggenheim in Berlin, unter dem Titel My Dirty Little Heaven bedacht.

## Arbeiten
Pin-Up
 Externe Weblinks !
- Pin-Up (1), 2001

Forensic Forms
 Externe Weblinks !
- Untitled (Forensic Forms), 2004
- Untitled (Forensic Forms), 2004

The Ark Collection
 Externe Weblinks !
- The Ark Collection, 2006
- The Ark Collection, 2006

Exhuming Gluttony: A Lovers' Requiem
 Externe Weblinks !
- Exhuming Gluttony: A Lovers' Requiem, 2006

Wangechi Mutu arbeitet vor allem mit Collagen aus Modemagazinen, Pornos, Motorradzeitschriften, Büchern und anderen Publikationen, die sie auf PET-Kunststofffolie zu Bildern zusammenfügt. Sie befasst sich damit, „wie Frauen in den Medien dargestellt werden.“ und wie sie „wahrgenommen werden, sondern auch, wie sich die Gesellschaft selbst sieht.“ Neben dieser Auseinandersetzung mit den modernen Medien konzentriert sie sich auf Ereignisse der jüngsten Geschichte, vor allem auf humanitäre Katastrophen.
In ihrem 2001 entstandenen Zyklus Pin-Up stellte sie, angeregt durch den Bürgerkrieg in Sierra Leone, zwölf Frauen dar, die auf den ersten Blick erotischen Pin-up-Darstellungen entsprechen und bei genauerem Hinsehen durch Verstümmelungen entstellt sind. Weitere Serien waren unter anderen die Forensic Forms (2004), in der sie Porträts aus Collagen mit verschiedenen Körperteilen zusammenstellte, sowie The Ark Collection (2006) aus Collagen mit erotischen Frauenbildern auf Postkarten und Crowns (ebenfalls 2006).
In neueren Arbeiten wie etwa der Installation Exhuming Gluttony: A Lovers' Requiem von 2006 bedient sich Mutu verschiedener Objekte und erweitert damit ihr Arbeitsspektrum auf die Skulptur. In diesem Werk gestaltete sie gemeinsam mit dem britischen Architekten David Adjaye die Galerieräume der Salon 94 in der Upper East Side um. Bei dieser Installation bedeckte sie eine Wand mit Pelzen und eine weitere war von Kugeln durchsiebt. Von der Decke hing ein Konstrukt aus tropfenden Weinflaschen über einem Esstisch mit einer Vielzahl unterschiedlich langer Beine. Der Raum war außerdem mit einem beißenden Geruch erfüllt, mit dem auch der Geruchssinn angesprochen werden sollte.
Ihre vier verschiedenen, von Bräuchen afrikanischer Frauen inspirierten Bronze-Skulpturen befanden sich 2019 an der Fassade des Metropolitan Museum in New York. Sie war die erste Künstlerin, die die Fassaden füllte.